# Friedersdorf (Mulde)
Friedersdorf (Mulde) este o comună din landul Saxonia-Anhalt, Germania.